# Abraão Usque
Abraão Usque foi um judeu português do século XVI, exilado em Itália devido à perseguição aos judeus em Portugal. Em 1553 publicou em Ferrara, Itália, a obra do seu irmão Samuel Usque, Consolação às Tribulações de Israel. Em 1554 publicou Menina e Moça de Bernardim Ribeiro. Foi também o editor da famosa Bíblia de Ferrara e de 23 obras em Hebráico para a comunidade judaica em Italia.